# Hugo Fregonese
Hugo Fregonese (Mendoza, 8 d'abril de 1908 - Tigre, 11 de gener de 1987) va ser un director cinematogràfic argentí que va treballar en Hollywood, a l'Argentina, i a Europa. Finalment va tornar a l'Argentina, on mai va gaudir de major reconeixement.

## Biografia
En primer lloc on va treballar va ser en Columbia Pictures on en 1935 va ser nomenat supervisor tècnic de les pel·lícules amb temes referits a Llatinoamèrica. Va fer el seu debut com a director cinematogràfic en 1943. Fregonese va desembarcar en Nova York sense saber parlar a penes anglès en 1935 i en 1938 ja treballava a Hollywood com a assistent de direcció. Va tornar a la seva pàtria en 1945 per a figurar com a codirector al costat de Lucas Demare de Pampa bárbara. En 1937 es va traslladar a Hollywood després d'aconseguir una oferta per a treballar per a Columbia Pictures com a assessor tècnic
Moltes de les pel·lícules estatunidenques de Fregonese són westerns i policials (Black Tuesday, Man in the Attic). A més va dirigir la pel·lícula filmada en la l'Índia Harry Black. Va tenir dos fills amb la seva primera esposa Faith Domergue (al seu torn famosa pel seu anterior romanç juvenil amb el multimilionari Howard Hughes).
A fins dels anys '40 va tornar a l'Argentina, filmant el 1949 Apenas un delincuente. En les següents dècades va continuar treballant als Estats Units i Europa i va tornar a l'Argentina en 1971. Va morir d'un atac cardíac en 1987.

## Filmografia
Director
- 1945: Pampa bárbara (codirigida amb Lucas Demare)
- 1946: Donde mueren las palabras
- 1949: Apenas un delincuente, en Alemania, Dämon Geld
- 1949: De hombre a hombre
- 1950: Saddle Tramp
- 1950: One Way Street, amb James Mason, Dan Duryea
- 1951: The Mark of the Renegade, amb Ricardo Montalbán, Cyd Charisse
- 1951: Apache Drums, amb Stephen McNally, Arthur Shields
- 1952: My Six Convicts, amb Millard Mitchell, Gilbert Roland
- 1952: Passage interdit o La révolte gronde (Untamed Frontier), amb Joseph Cotten, Shelley Winters
- 1952: Der Tag der Vergeltung
- 1953: Wilde Glut
- 1953: Der unheimliche Untermieter
- 1953: Blowing Wild, amb Gary Cooper, Barbara Stanwyck
- 1953: Decameron Nights, amb Joan Fontaine, Louis Jourdan
- 1953: Man in the Attic, amb Jack Palance, Rhys Williams
- 1954: Black Tuesday, amb Edward G. Robinson, Peter Graves
- 1954: The Raid, amb Van Heflin, Anne Bancroft
- 1954: Unter zwei Flaggen
- 1954: Schwarzer Freitag
- 1956: I girovaghi (Los vagabundos), amb Peter Ustinov
- 1956: Der Narr und die Tänzerin
- 1957: Seven Thunders, amb Stephen Boyd, James Robertson Justice
- 1958: Harry Black, amb Stewart Granger i Barbara Rush
- 1961: L'avventura di un italiano in Cina
- 1963: Operation Baalbeck
- 1964: Old Shatterhand, amb Lex Barker, Pierre Brice
- 1964: Die Todesstrahlen des Dr. Mabuse, corealitzada amb Victor De Santis, amb Peter Van Eyck, Yvonne Furneaux
- 1966: Pampa salvaje (Savage Pampas), amb Robert Taylor
- 1970: Los monstruos del terror, de Tulio Demicheli i Hugo Fregonese (no acreditat)
- 1973: La malavida
- 1975: Más allá del sol

Intèrpret
- Un momento muy largo (1964)

Ajudant de direcció
- 1942: El viejo Hucha

Assistent de direcció
- La guerra gaucha (1944)